# Sarita Gayakwad
Saritaben Laxmanbhai Gayakwad, conosciuta con il diminutivo Sarita (in gujarati: સરિતા ગાયકવાડ; Kharadi Amba, 1º giugno 1994), è una velocista e ostacolista indiana.

## Carriera
Inizia l'attività agonistica gareggiando per lo stato del Gujarat, finché non viene notata e scelta direttamente nel 2018 per competere con la nazionale indiana nella staffetta femminile ai Giochi del Commonwealth previsti per il medesimo anno, e successivamente ai XVIII Giochi asiatici, dove conquistano un oro.

## Palmarès
| Anno | Manifestazione          | Sede       | Evento   | Risultato | Prestazione | Note |
| ---- | ----------------------- | ---------- | -------- | --------- | ----------- | ---- |
| 2018 | Giochi del Commonwealth | Gold Coast | 4×400 m  | 7ª        | 3'33"61     |      |
| 2018 | Giochi asiatici         | Giacarta   | 4×400 m  | Oro       | 3'28"72     |      |
| 2019 | Campionati asiatici     | Doha       | 400 m hs | Bronzo    | 57"22       |      |
| 2019 | Campionati asiatici     | Doha       | 4×400 m  | Argento   | 3'32"21     |      |